# 백관수
백관수(白寬洙, 1889년 1월 28일~1951년 10월 25일)는 일제강점기의 교육자, 언론인이자 독립운동가이며 미군정 시대의 정치인이다. 호는 근촌(芹村)이며 본관은 수원이다. 전라북도 고창군 출생이며 미군정청 비상국민회의 예하 교통위원장·초대 대한민국 초선 국회의원 등을 지냈다.
일본 유학 중 1919년 신익희 등과 함께 일본유학생들의 2·8독립선언을 주도했으며, 3·1운동에 영향을 미쳤다. 귀국 후 중앙학교에서 잠시 교육 활동을 하다가 동아일보에 투신, 언론계에서 활동하였고, 광복 이후에는 제헌국회의원으로서 헌법기초를 담당하였다.

## 생애

### 유년기
전라북도 고창군 성내면 생근리에서 태어났다. 고향 생근리의 근에서 이름을 따서 아호를 근촌(芹村)이라 지었다. 휴암 백인걸의 10대손이다. 백인수는 그의 사촌형이었고, 백정기는 그의 일족으로 문중의 종손이었다. 여섯살 때 간재 전우(艮齋 田遇)를 스승으로 삼아 한학을 공부하였다.
사촌형(종형)인 갑운(甲蕓) 백인수(白麟洙)가 늑약(을사보호조약)에 반발하여 두 번이나 순국 자결을 기도하다가 실패한 것을 목도(목격)하면서 자랐다. 늑약(을사보호조약)을 반대하는 운동에 동참했던 사촌형 백인수는 1905년 늑약(을사조약)이 체결되자 이에 분개하여 스스로 목을 찔렀으나 미수로 그쳤다.

### 청년기와 독립운동 활동
1915년 경성법학전문학교를 졸업하였다. 그 후 잠시 중앙학교 교사로 근무하였다. 일본에 건너가 메이지대학[明治大學] 법학과에 입학했다. 1919년 2월 도쿄(東京)에서 한국인 유학생들을 중심으로 조선청년독립단을 조직해 단장이 되었고, 학생대표 11명의 한 사람으로 2·8 독립 선언서를 발표하였다.
조선청년독립단은 우리 2천만 민족을 대표하여 정의와 자유의 승리를 얻은 세계만국 앞에 독립을 기성(期成)하기를 선언하노라. 반만년의 장구한 역사를 가진 우리 민족은 실로 세계 최고 민족의 하나이다. 조선은 항상 우리 민족의 조선이요, 한번도 통일한 국가를 잃고 이민족(異民族)의 실질적 지배를 받았던 일은 없었다. 이에 우리 민족은 일본이나 혹은 세계 각국에 우리 민족에게 민족자결의 기회를 얻기를 요구하며 만일 불연이면 우리 민족은 생존을 위하여 자유의 행동을 취하여 이로써 독립을 기필코 이룰 것을 선언하노라 -2·8 독립선언서 선언문

1919년 2월 8일 오후 2시 일본 동경의 조선기독교청년회관 대강당에는 조선인 유학생들이 집결하였다. 김도연, 김철수, 신익희 등이 모여들었다. 사회자의 소개로 행사 초기에 연단에 오른 조선청년독립단장 백관수는 차분한 음성으로 독립선언서를 낭독하였다. 학생들의 독립선언서 낭독 소식을 접한 일본경찰이 조선기독교청년회관을 난입, 독립선언 저지와 이를 가로막는 학생들과의 격투가 벌어졌고 삽시간에 장내는 아수라장으로 변했다. 그래도 백관수의 낭독은 계속되었고 이어 김도연(金度演)의 결의문 낭독, 사회자 윤창석의 기도로 폐회하였다.
학생들과 몸싸움 격투 끝에 체포, 당시 동경에 없었던 이광수와 최근우를 제외한 9명의 대표는 현장에서 일경에 연행되었다. 독립선언서에는 백관수를 비롯 최팔용·김도연·김철수·윤창석·김상덕·서춘·최근우·이종근·송계백·이광수 등 11명이 서명했다. 그는 2·8 독립 선언에 참여하고 2·8 독립 선언서를 낭독한 혐의로 일본경찰에 구속되어 1년간 복역하였다. 2·8독립선언은 3·1운동의 기폭제 역할을 했다.
뒤에 복학하여 메이지 대학 법학과를 졸업하였다. 1924년 귀국, 그해 조선일보사에 입사하여 취체역(取締役)이 되었다.

### 민족주의 운동

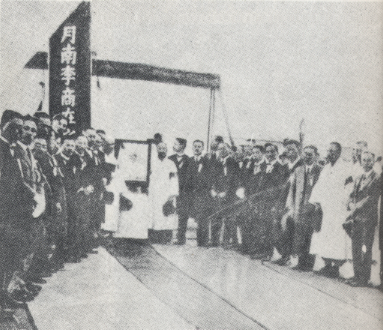
월남 이상재 선생 사회장, 경성, 영정사진 우측이 윤치호 그 옆에 다리 벌리고 선 이가 백관수

1925년 조선에 조선공산당이 조직되고 손문(孫文)의 사망, 대한민국 임시정부의 창조, 개조파 논쟁 등으로 정세가 혼미해지자 이에 자극받은 백관수는 민족주의자들의 결속을 다지기 위해 김준연, 안재홍, 백남훈, 홍명희, 최두선 등과 함께 단체 결성에 나선다. 1925년 5월 김준연(金俊淵)·안재홍(安在鴻)·백남훈(白南薰) 등과 조선사정연구회(朝鮮事情硏究會)를 만들어 민족운동의 조직을 육성하려 했으나 실패하였다. 그 후 그는 공산주의가 국내에 뿌리박지 못하도록 연정회와 태평양문제연구회를 단일화하는등 민족진영 단체만이라도 통합하려 하였다.
이어 1925년 5월 미국 하와이 호놀룰루에서 열린 제1차 태평양회의에 송진우, 김활란, 윤치호 등과 함께 참석하고 돌아왔다. 1926년 12월 조선일보의 편집인과 영업국장을 겸임했다.
1927년 2월 좌·우 이념을 초월한 민족단일단체로 신간회가 출범할 때, 백관수는 조선일보사 대표로 참가했다.
1927년 여름 미국 하와이에서 열린 만국 기독교 청년회 주최 제2차 태평양 회의에 이상재가 운영하던 조선일보 편집인으로 조선일보 대표자격으로 참석하였다.

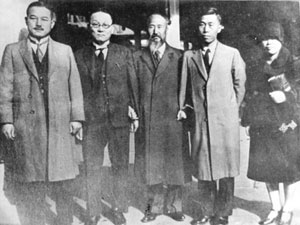
1929년 도쿄에서 열린 제3회 범태평양회의에 참가한 한민족 대표단. 좌로부터 백관수, 송진우, 윤치호, 유억겸, 김활란

1928년 조선일보 사설 ‘보석(保釋)지연의 희생’이 문제가 되어 조선총독부 경무국에 연행, 주필 안재홍과 함께 구속수감되었으나 1929년 하와이에서 열리는 제3회 범태평양회의 참석차 일시 석방되었다. 그 뒤 조선일보는 1년4개월간 신문발행이 중단되었다. 1930년에 형기를 마치고 풀려났다.
1937년 동아일보사 사장이 되었고 이후 이승만이 영향을 발휘하던 독립운동단체 흥업구락부에서도 가입하여 활동하였다. 1938년 5월 18일자 서대문경찰서장의 보고에 의하면 그는 흥업구락부의 동지회원의 한사람으로 보고되었다.
1932년에는 홍문사(弘文社)를 설립, 출판과 잡지 발간 활동에 주력했다. 그해 《동방평론》 (東方評論)을 창간하여 3년간 발행했다. 그러나 일제의 탄압을 받아오다가 1935년 내용이 불온하다는 이유로 《동방평론》 은 폐간당하였다.

### 일제강점기 말기
1937년 5월 동아일보사 제7대 사장에 취임했다. 일제강점기 말기, 중일전쟁이후 그는 경성군사후원연맹 지도위원 역임 및 조선 지원병제도제정 축하회 발기인등 친일단체에 사소한 참여를 한 바 있으나, 일제 총독부로부터 작위나 재산 등을 받는 것을 거절했다.
1939년 12월 18일 정동의 이화여전 강당에서 80여 명의 관계자들이 모인 가운데 후원회 창립총회가 개최되었다. 여기에서 12개조의 후원회 장정을 통과시키고 25명의 위원을 선출했다. 백관수도 이화여전 후원회 위원의 한사람으로 선출되었다. 1940년 일제가 동아일보를 강제 폐간하자, 백관수는 이에 저항해 끝내 폐간계(廢刊屆)에 서명을 거부, 날인하지 않아 1개월간 경성 종로경찰서에 연행, 구금되었다 가 풀려났다.
풀려난 뒤, 고향인 전라북도 고창으로 낙향, 은둔하였다. 은둔 생활 중 조선총독부로부터 각종 친일 단체 참여 및 학병 권유 유세, 창씨 개명 등을 거부하였으며, 외부 출입을 삼가하며 해방되던 해까지 5년 동안 시작(詩作)과 붓 글씨로 소일하며 침묵하였다.

### 광복이후 활동
광복 직후에는 김병로 등과 함께 좌우익의 타협을 모색했으나 결렬되었다. 8월 16일 원세훈(元世勳)·이인(李仁)·조병옥·나용균등 민족주의 진영 일부 인사들과 조선민족당을 발기, 창당했다. 여운형으로부터 건국준비위원회에 참여제의가 들어왔으나 거절했다. 건국준비위원회에 참여하지는 않았으나 건국준비위원회와 송진우 사이를 절충하려 노력하였으나 실패했다. 1945년 9월 한국민주당 창당에 참여, 한민당 창당 발기인의 한사람이 되었다.
1946년 2월 14일 비상국민회의 교통위원장으로 선출되었다. 1946년 미군정하에서 남조선대한국민대표민주의원 의원, 남조선과도입법위원회 의원을 지냈다.

### 대한민국 정부수립 이후
1948년 5월 10일 제헌국회의원에 당선, 6월 1일 헌법기초위원회 위원에 선임되었다. 헌법기초위원으로서 초대 법제 사법위원장·헌법제정의원·정부조직법 기초위원 등을 지냈다.
1950년 3월 서상일과 함께 한국 최초로 내각책임제 개헌안을 국회에 발의했으나 2표차로 부결되고 말았다.
1950년 6월 한국 전쟁 때 서울에 있다가 피신하지 못하고 납북되었다. 1961년 10월 25일 사망했다는 소식만 알려졌을뿐 그 이후의 행적에 대해서는 자세히 알 수 없다.

## 사후
- 그의 묘소는 북한의 평양시 신미리 재북통협 특설묘지에 있다.[10]

- 1983년 8월 15일 백관수의 고향이었던 전북 고창군 고창읍 새마을공원에 백관수 동상제막식을 하였다.

- 최근 민족문제연구소에서 발간한 친일인명사전에 백관수 역시 논란이 되었던 적이 있었다. 편찬위에 따르면 '백관수는 경성군사후원연맹 지도위원을 역임했고, 조선 지원병제도 제정 축하회 발기인으로 참여했다.'는 것을 근거로 들었다. 그러나, 백관수 자신은 총독부로부터 작위나 재산을 받는 것을 일체 거절하였고, 1940년대 이후 백관수는 모든 활동을 그만둔 채 시골로 은둔하여 ‘은둔’이라는 방식으로 총독부에 소극적이나마 저항했었다. 그래서 민족문제연구소 측은 '백관수는 친일행위자가 아님'을 확인했다.[5]

## 역대 선거 결과
|  | 67.53% |

|  | 17.28% |

## 가족 관계
- 아버지 : 백도진(白道鎭, ? - ?)
- 어머니 : 고씨(高氏, ? - ?)
  - 형제 :
  - 처 :
    - 첫째 아들 : 백완(白梡, )
    - 둘째 아들 : 백순(白栒, )
    - 첫째 딸 : 백경순(白京栒, 1926 - )
    - 첫째 사위 : 김연준(金連俊, 1914 - 2008)- 한양대학교 설립자. 학교법인 한양학원 이사장. 한양증권, 프레지던트 호텔 회장
      - 외손 : 김종량(1950 - )- 前 한양대학교 총장. 현 한양학원 이사장
- 숙부 :
  - 사촌 형 : 백인수(순국지사)
    - 5촌 초카 : 백낙일(독립운동가)
- 친족 : 백정기(독립운동가)

## 참고자료
- 《대한민국 의정총람》, 국회의원총람발간위원회, 1994년
- 백관수 - 대한민국헌정회

## 관련 서적
- 이재근, 《근촌 백관수:불기운은 어찌 이리 더딘가》 (동아일보사, 1996)

## 항목
- 2·8 독립선언
- 동아일보
- 한국민주당
- 민주국민당
- 송진우
- 신익희
- 김성수
- 장덕수
- 윤치호
- 정진숙
- 김활란